# Dan Perrin
Dan Perrin, född 1963, är en svensk bildkonstnär. 
Perrin utbildades på Valands Konsthögskola i Göteborg 1991–1996 och hade Ernst Billgren som lärare. Perrin fick Stena-stipendiet 1996 och ställde i och med det ut på Göteborgs konstmuseum.  Han har även ställt ut på Konsthallen – Bohusläns museum 2004. Han finns representerad på Göteborgs konstmuseum och Statens konstråd.